# Dumbarton Oaks

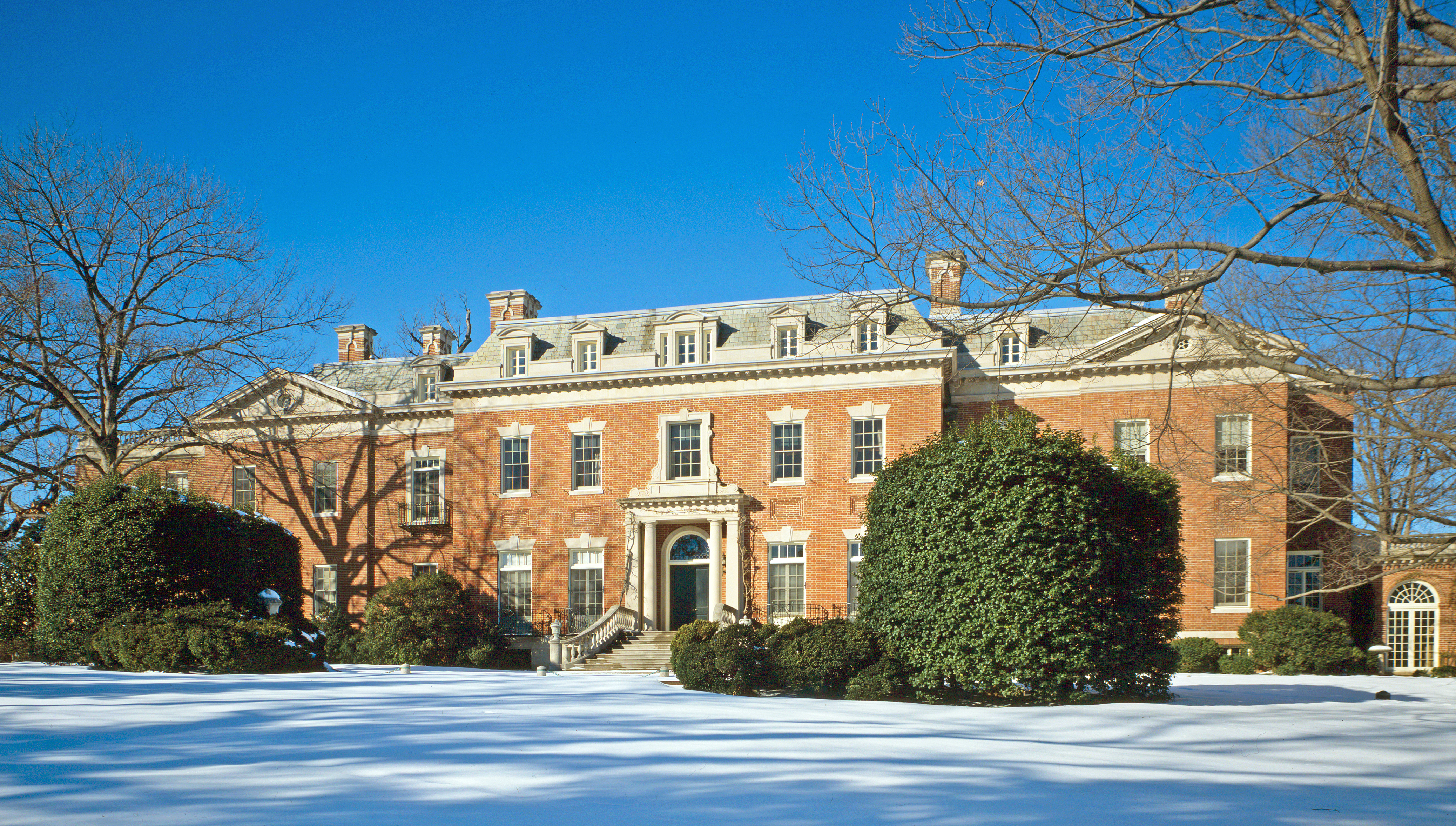
L'edificio, dopo una nevicata

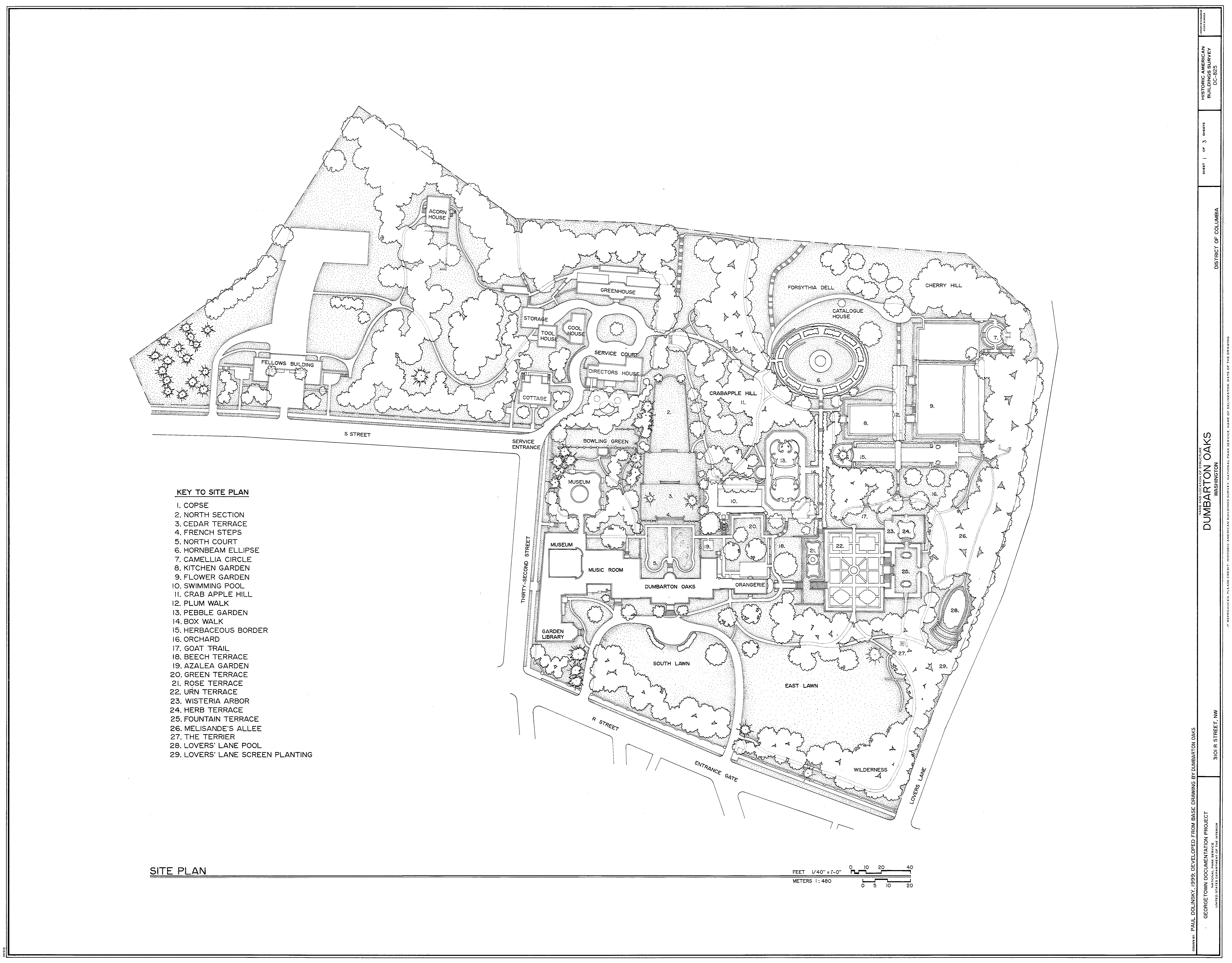
Pianta di Dumbarton Oaks.

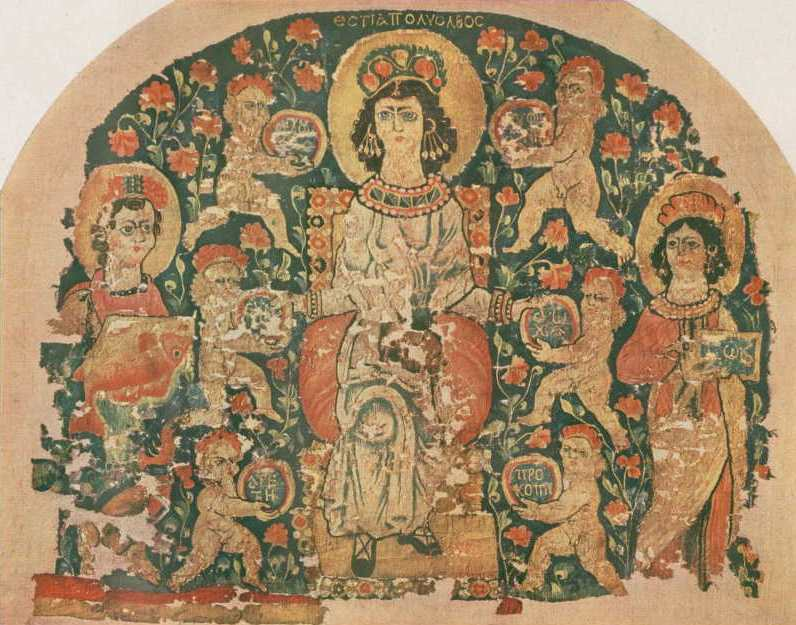
Estia piena di benedizioni. Egitto (VI secolo). Arazzo.

Dumbarton Oaks è una villa del XIX secolo in stile federale, circondata da giardini, che si trova a Georgetown, nei dintorni di Washington, D.C. Ospita la Dumbarton Oaks Research Library and Collection, un centro di studi bizantini, di ricerca sulle civiltà precolombiane e di studio sulla storia dell'architettura del paesaggio. Il centro pubblica una rivista accademica denominata Dumbarton Oaks Papers e altri libri nelle tre principali aree di studio. Un programma di borse di studio, sia estivo che annuale, fa di Dumbarton Oaks un importante centro studi.
È stata la residenza a Washington di John C. Calhoun, senatore statunitense e vicepresidente degli Stati Uniti. Fu acquistata nel 1920 da Robert Woods Bliss (1875-1962), membro del Foreign Service, e da sua moglie Mildred Bliss Barnes (1875-1969), collezionista d'arte e figlia di Demas Barnes, che è stata un'investitrice nel Charles Henry Fletcher's 'Fletcher's Castoria' attraverso la persona giuridica The Centaur Company. Aggiunte alla casa sono state realizzate da vari architetti, tra cui Philip Johnson.
Nel corso della loro vita, i Bliss misero insieme grandi e importanti collezioni di oggetti e libri, che hanno trovato collocazione a Dumbarton Oaks. Nel 1940, hanno donato la loro collezione, assieme alla casa e ai fondi, per creare il Dumbarton Oaks Research Library and Collection, affidandone la gestione fiduciaria all'Università Harvard. L'ente è stato dedicato, in origine, esclusivamente agli studi bizantini, ma il campo di applicazione è stato successivamente esteso per includere studi pre-colombiani e la storia dell'architettura del paesaggio. Le biblioteche di Dumbarton Oaks contengono oltre 100.000 volumi. Del centro fanno parte un certo numero di studiosi residenti, a cui si aggiungono circa quaranta studiosi in visita, destinatari delle borse di studio assegnate ogni anno per gli studiosi in visita.
Sui terreni circostanti si estendono circa quattro ettari di giardini, progettati dal 1922 al 1947 dalla nota architetta paesaggista Beatrix Farrand, in collaborazione con la signora Robert Woods Bliss. I giardini comprendono una serie di terrazze costruite su una collina dietro l'edificio, mentre i rimanenti settori sono tenuti in stile informale. Essi comprendono la Star Garden, Green Garden, Beech Terrace, Urn Terrace, il Rose Garden formale, Arbor Terrace, Fountain Terrace, Lover's Lane Pool, e la Pebble Terrace, così come un Camellia Circle, Prunus Walk, Cherry Hill, Crabapple Hill, Forsythia Hill, e Fairview Hill. Tutti sono aperte al pubblico.
Dumbarton Oaks ha prestato il suo nome a un importante lavoro di Igor' Fëdorovič Stravinskij: Mr. Bliss aveva chiesto a Stravinsky di comporre un concerto per il suo trentesimo anniversario di nozze nel 1938. La composizione che ne risultò fu il concerto in mi-bemolle per orchestra da camera, più spesso denominato "Concerto Dumbarton Oaks".
Nella tarda estate del 1944, Dumbarton Oaks ospitò la conferenza internazionale di Dumbarton Oaks, che pose le basi per la creazione delle Nazioni Unite.